# لورا بيرغ
لورا بيرغ (Laura Berg) هي لاعبة أولمبية لرياضة كرة لينة من الولايات المتحدة. شاركت في الأولمبياد الصيفي في 1996–2004، وفازت بما مجموعه 3 ميداليات.

## الميداليات
| ذهب | فضة | برونز | المجموع |
| 3   | 0   | 0     | 3       |

## روابط خارجية
- لورا بيرغ على موقع اللجنة الأولمبية الدولية (الإنجليزية)
- لورا بيرغ على موقع أوليمبيديا (الإنجليزية)
- لورا بيرغ على موقع اللجنة الأولمبية والبارالمبية الأمريكية (الإنجليزية)